# Silnik strumieniowy
Silnik strumieniowy (ang. ramjet, dosł. silnik naporowy) – specyficzna odmiana silnika odrzutowego, niemająca części ruchomych. Składa się z komory spalania z dyszą, wtryskiwaczy paliwa i stabilizatorów płomienia. Silniki strumieniowe wykorzystują szybki przepływ otaczającego powietrza do jego sprężenia, zwany powietrzem naporowym, do czego nawiązuje ich angielska nazwa.

## Historia
Silnik strumieniowy został opatentowany w 1908 r. przez francuskiego inżyniera René Lorina. W 1933 r. Jurij Pobiedonoscew z ZSRR zbudował silnik GIRD-08. Od połowy lat trzydziestych XX w. prace nad silnikami strumieniowymi prowadził w Niemczech Wolf Trommsdorff, konstruując szereg doświadczalnych pocisków z takim napędem, zaś T. Oswatitsch dokonywał w latach czterdziestych XX w. pionierskich i fundamentalnych badań nad osiowosymetrycznymi dyfuzorami naddźwiękowymi. Szereg konstrukcji silników strumieniowych powstało też w firmie Hellmutha Waltera w Kilonii. Badania nad tego typu silnikiem prowadzili również Amerykanin William Avery i René Leduc, który w 1949 r. skonstruował pierwszy samolot z silnikiem strumieniowym Leduc 010.

## Budowa

Schemat silnika strumieniowego dla okołodźwiękowych prędkości przepływu. (Inlet – wlot, Compression – sprężanie, Fuel injection – wtrysk paliwa, Combustion chamber – komora spalania, Nozzle – dysza, Exhaust – wylot, M - liczba Macha

Komora spalania silnika strumieniowego jest ukształtowana tak, aby napływające z przodu powietrze zmniejszało prędkość przepływu i ulegało sprężaniu w dyfuzorze wlotowym. Stabilizatory mają za zadanie wytworzyć zawirowania mieszanki paliwowo-powietrznej. To pozwala zapalić mieszankę i utrzymać proces spalania. Przed zapłonem trzeba więc przepływ powietrza wymusić, najlepiej przez rozpędzenie całości do kilkuset kilometrów na godzinę. 
Silnik strumieniowy może pracować w bardzo wąskim zakresie ciągu. Regulacja samym dopływem paliwa daje niewielkie efekty: albo silnik daje ciąg maksymalny, albo gaśnie. Nieco większy zakres można uzyskać przez jednoczesną zmianę geometrii dyfuzora i ilości paliwa.
Do pracy w zakresie wysokich prędkości naddźwiękowych jest przeznaczony tzw. SCRJ (Supersonic Combustion Ramjet) zwany też scramjet.

## Zastosowanie
Silniki strumieniowe znalazły zastosowanie głównie w technice wojskowej; służą do napędu szybkich manewrujących pocisków odrzutowych dalekiego zasięgu. Do rozpędzenia pocisków do odpowiedniej prędkości stosowane są silniki rakietowe lub są one wystrzeliwane z szybko lecących samolotów. Próbowano też stosować małe silniki strumieniowe, zamocowane na końcach łopat wirnika głównego, do napędu śmigłowców. Próby były spektakularne, ale niebezpieczne, wyniki obiecujące, lecz cały napęd mocno niepewny.
Atrakcyjną cechą silnika strumieniowego jest jego niewybredność pod względem paliwa: spala benzynę, naftę, alkohol, parafinę i inne. W miejscu komory spalania może znajdować się dowolny wymiennik ciepła – można skonstruować silnik strumieniowy z reaktorem jądrowym, a nawet silnik na koks.
Samolotem załogowym, wyposażonym w silniki turboodrzutowo-strumieniowe, jest zwiadowczy Lockheed SR-71 Blackbird. SR-71 ma dwa silniki turboodrzutowe z dopalaczami, umieszczone w gondolach skrzydłowych. Zewnętrzna część gondoli tworzy silnik strumieniowy wokół silnika turboodrzutowego. Włączano go, kiedy trzeba było zwiększyć prędkość, działał dopiero od dość wysokich prędkości.
Samoloty korzystające z silników strumieniowych są z reguły maszynami eksperymentalnymi. Zaliczał się do nich m.in. X-43.